# Cantone di Saint-Étienne-de-Tinée
Il Cantone di Saint-Étienne-de-Tinée era una divisione amministrativa dell'arrondissement di Nizza.
A seguito della riforma approvata con decreto del 24 febbraio 2014, che ha avuto attuazione dopo le elezioni dipartimentali del 2015, è stato soppresso.

## Composizione
Comprendeva 3 comuni:
- Isola
- Saint-Dalmas-le-Selvage
- Saint-Étienne-de-Tinée